# August Kościesza-Żaba
August Kościesza-Żaba (* 1801; † 3. Januar 1894 in Smyrna, heutiges İzmir) war ein polnischer Orientalist, Ethnologe und Diplomat in russischen Diensten.

## Leben
Er studierte von 1824 bis 1828 östliche Sprachen in Sankt Petersburg und arbeitete danach in russischen Konsulaten in Jaffa und Smyrna. In den Jahren 1848 bis 1866 war er russischer Konsul in Erzurum.
Kościesza-Żaba untersuchte die Gebräuche der Kurden und veröffentlichte seine Erkenntnisse in der französischen Publikation Recueil des notices et récits de la littérature et des tribus du Kourdistan (1861). 1879 gab er das erste französisch-kurdische Wörterbuch heraus.